# アダルベルト・ザイツ

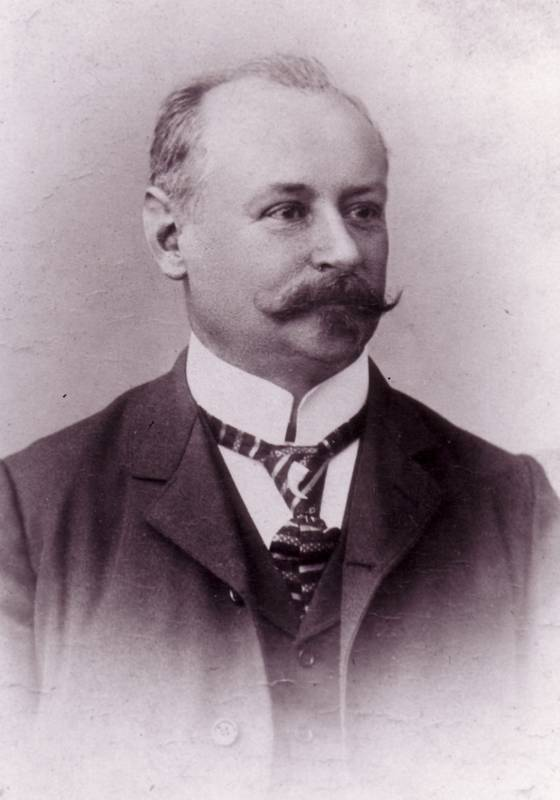
アダルベルト・ザイツ

アダルベルト・ザイツ（Friedrich Joseph Adalbert Seitz、1860年2月24日 - 1938年3月5日）はドイツの昆虫学者で鱗翅目研究家である。世界中の蝶や蛾を網羅する全16巻の図鑑『世界の大型鱗翅目』("Die Großschmetterlinge der Erde" )を刊行した。没後も刊行は継続されたが1954年に中断され、未完成となっている。フランクフルト動物園の園長を務めた。ダルムシュタットにて没する。

## 略歴

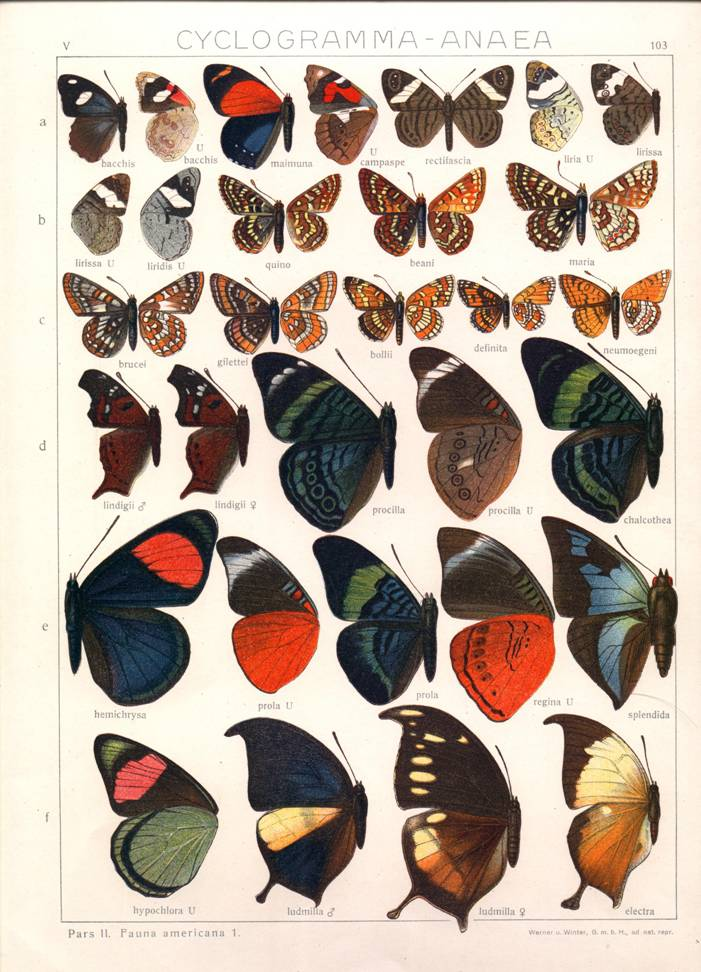
『世界の大型鱗翅目』の挿画。第5巻『アメリカの蝶』第3部103頁の挿画「図V CYCLOGRAMMA-ANAEA」。Diaethria bacchis (Doubleday 1849) 他を掲載。

マインツで生まれた。子供時代から蝶を収集し、医学、動物学を学んで船医となって、世界中を旅し、採集や調査を行った。1891年に蝶類の研究でギーセン大学の教授資格を得た。1893年にフランクフルト動物園の園長に任じられ、動物の飼育環境の改善や展示方法の改善、オーストラリアからの動物の移入のシステムなどの改良を行い、展示頭数の規模を飛躍的に向上させた。動物園に昆虫館を新設し、生きている昆虫を展示した。
1908年に動物園長を辞して蝶の研究に専念することにし、熱帯地方などに採集旅行を行った。1909年に『世界の大型鱗翅目』の第1巻が刊行された。1919年からフランクフルトのゼンケンベルク自然博物館の最初の有給の学芸員となり、終生その職にあった。

若いころブラジルに滞在して蝶の研究に取り組んだザイツがまとめた『世界の大型鱗翅目』の詳細は、グリフィンの著作に詳しい。その構成は第1巻–第4巻を旧北区にあて、第5巻–第16巻は珍しい（エキゾチックな）種を収載する。カラー図版は10色–14色の石版刷りである。ザイツの出版計画では最終巻を1912年に出すつもりだったが実現せず、完成を見る前に本人は没する。第二次大戦を挟み、1954年で計画は中断される。未完のまま世に出なかった巻がいくつかあるという。
また、刊行に当たっては個人収集家から専門機関まで標本の問い合わせをしている。イギリスのウォルター・ロスチャイルドとロンドン自然史博物館、パリのフランス自然史博物館、フランクフルトのゼンケンベルク自然博物館あるいは東京から香港、オーストラリア、南アメリカと北アメリカにも連絡を取った。
ザイツが遺した蒐集品は最後の公職についたゼンケンベルク自然博物館に収蔵されている。

## 『世界の大型鱗翅目』
『世界の大型鱗翅目』は各生物地理区に鱗翅目を網羅しようとしたもので、刊行は第一次世界大戦や不況などの影響で遅れ、ザイツ没後にも刊行が続く。出版元も変わり、多色刷りの図版とドイツ語、英語、フランス語の解説のそれぞれの版もある。

ザイツの言葉が伝わっている。
「既知の大型鱗翅目の同定という発想は編集子がオーストラリアにて故ウィリアム・マクリーと観察行に同行したときに触発されたものである。この自然誌研究者の提言については翌年、当時、リオデジャネイロ動物学博物館館長をしておられたエミリオ・A・グェルディの助言を求め、さらにO・シュタウディンガー博士にご連絡を差し上げて、外国の蒐集家各氏に問い合わせをする手間に対し果たして実現性をどう評価されるか協議するに至るのである。博士はまさにご著書『Exotic Lepidoptera』の脱稿を控えておられた。
技術的な不備に加え、必要不可欠な予備調査のいくつかに手を付けていないことを鑑み、その時点では出版事業の着手は見送るべきという結論に至る。しかしながら将来の実行を期して作業を開始した。可能な限りすべての生物地理区ならびに小区を自ら訪問することが何よりも重要と考えられ、1887年11月にオーストラリアを出立、南米はブラジル (1888年-1889年)で重点的に採集を行い、インドから中国 (1890年) 経由で日本に滞在 (1891年-1892年)、インド亜大陸 (1892年) を歴訪、ついには数次にわたりアフリカで採集を行った。これに加え島しょ部にも入念に配慮し、カーボベルデ諸島、カナリア諸島、マデイラ諸島、カンガルー島、さらにインド洋から中国沿岸の外洋に浮かぶさまざまな島々も対象にしたのである。」

### 図鑑の構成
以下、巻ごとにドイツ語原題と、*印に続けて英訳版の題名を添える。
序文
第1編 『北区の生物地理区』
第1巻: 「北区のチョウ」Abt. 1, Die Großschmetterlinge des palaearktischen Faunengebietes, Die palaearktischen Tagfalter, 1909年, 379頁, 89図。彩色図 (3470図)
- 1. Diurnals --

第2巻: 「ヤガ科とスズメガ科」Abt. 1, Die Großschmetterlinge des palaearktischen Faunengebietes, Die palaearktischen Spinner und Schwärmer, 1912年–1913年
- 2. The Palaearctic bombyces & sphinges --

第3巻: 「ヤガ科」Abt. 1, Die Großschmetterlinge des palaearktischen Faunengebietes, Die palaearktischen eulenartigen Nachtfalter, 1914年
- 3. The noctuid moths --

第4巻: 「シャクトリガ科」Abt. 1, Die Großschmetterlinge des palaearktischen Faunengebietes, Die spannerartigen Nachtfalter, 1915年
- 4. The Palaearctic Geometrae --

第2編『エキゾチックな大型鱗翅目』 第5巻: 「アメリカのチョウ」Abt. 2, Die exotischen Großschmetterlinge, Die Großschmetterlinge des amerikanischen Faunengebietes, 1907年
- 5. The American Rhopalocera --

第6巻: 「アメリカのヤガ科とスズメガ科」Abt. 2, Die exotischen Großschmetterlinge, Die amerikanischen Spinner und Schwärmer, 1940年, 1327頁, 198図
- 6. The American bombyces & sphinges --

第7巻: 「アメリカのヤガ科」Abt. 2, Die exotischen Großschmetterlinge, Die amerikanischen Eulen, 1923年, 508頁, 87図
- 7. [American] Noctuiformes --

第8巻: 「アメリカのシャクトリガ科」Abt. 2, Die exotischen Großschmetterlinge, Die amerikanischen Spanner, 1907年, 144頁, 16図
- 8. The American Geometridae --

第9巻: 「インド、オーストラリアのチョウ」Abt. 2, Die exotischen Großschmetterlinge, Die indo-australischen Tagfalter, 1927年, 1197頁, 177図
- 9. The Indo-Australian Rhopalocera --

第10巻: 「インド、オーストラリアのヤガ科とスズメガ科」Abt. 2, Die exotischen Großschmetterlinge, Die indo-australischen Spinner und Schwärmer, 1933年, 847頁, 104図
- 10. The Indo-Australian bombyces & sphinges --

第11巻: 「インド、オーストラリアのガ」Abt. 2, Die exotischen Großschmetterlinge, Die indo-australischen eulenartigen Nachtfalter, 1924年, 1141頁, 203図
- 11. [Indo-Australian] noctuiform Phalaenæ --

第12巻: 「インド、オーストラリアのシャクトリガ科」Abt. 2, Die exotischen Großschmetterlinge, Die indo-australischen Geometridae
- 12. The Indoaustralian Geometridae --

第13巻: 「アフリカのチョウ」Abt. 2, Die exotischen Großschmetterlinge, Die afrikanischen Tagfalter, 1925年, 613頁, 80図
- 13. The African Rhopalocera --

第14巻: 「アフリカのヤガ科とスズメガ科」Abt. 2, Die exotischen Großschmetterlinge, Die afrikanischen Spinner und Schwärmer, 1925年–1930年, 80図
- 14. The African bombyces and sphinges --

第15巻: 「アフリカのヤガ科」Abt. 2, Die exotischen Großschmetterlinge, Die afrikanischen eulenartigen Nachtfalter, 286頁, 41図
- 15. [African] noctuid Heterocera --

第16巻: 「アフリカのシャクトリガ科」Abt. 2,  Die exotischen Großschmetterlinge, Die afrikanischen spannerartigen Nachtfalter, 1929年, 160頁, 18図
- 16. The African Geometrae.

別冊第1巻: 『旧北区のチョウ』Die palaearktischen Tagfalter
別冊第2巻: 『同・ヤガ科とスズメガ科』Die palaearktischen Spinner und Schwärmer
別冊第3巻: 『同・ヤガ科』Die palaearktischen eulenartigen Nachtfalter
別冊第4巻: 『同・シャクトリガ科』Die spannerartigen Nachtfalter

### 執筆者一覧
ザイツ自身に加え、次の執筆者が参加した。「s」はウィキスピーシーズのリンクを示す。
- (s) カール・ジョーダン (実名  Heinrich Ernst Karl Jordan 1861–1959) Karl Jordan （英語）
- (s) ユリウス・レーバー (実名 Johannes Karl Max Röber 1861–1915) Julius Rober （英語）
- (s) William Warren （英語）
- (s) Per Olof Christopher Aurivillius （英語）
- (s) Louis Beethoven Prout （英語）
- (s) ハンス・フルストルファー
- (s) Max Gaede （英語）
- Thomas Lehmann →
- (s) Richard Haensch （英語）
- (s) Gustav Weymer （英語）
- (s) Max Wilhelm Karl Draudt （英語）
- (s) Hans Stichel （英語）
- (s) Jules Paul Mabille （英語）
- (s)（スイス） Eugen Wehrli （スウェーデン語）
- (s) マックス・バーテル Max Bartel
- (s) Erich Martin Hering
- (s) エンブリック・ストランド
- (s) Karl Grünberg
- (s) William Schaus
- (s) ウォルター・ロスチャイルド
- (s) ブルーノ・ゲーレン 他。